# Тавистокский институт человеческих отношений

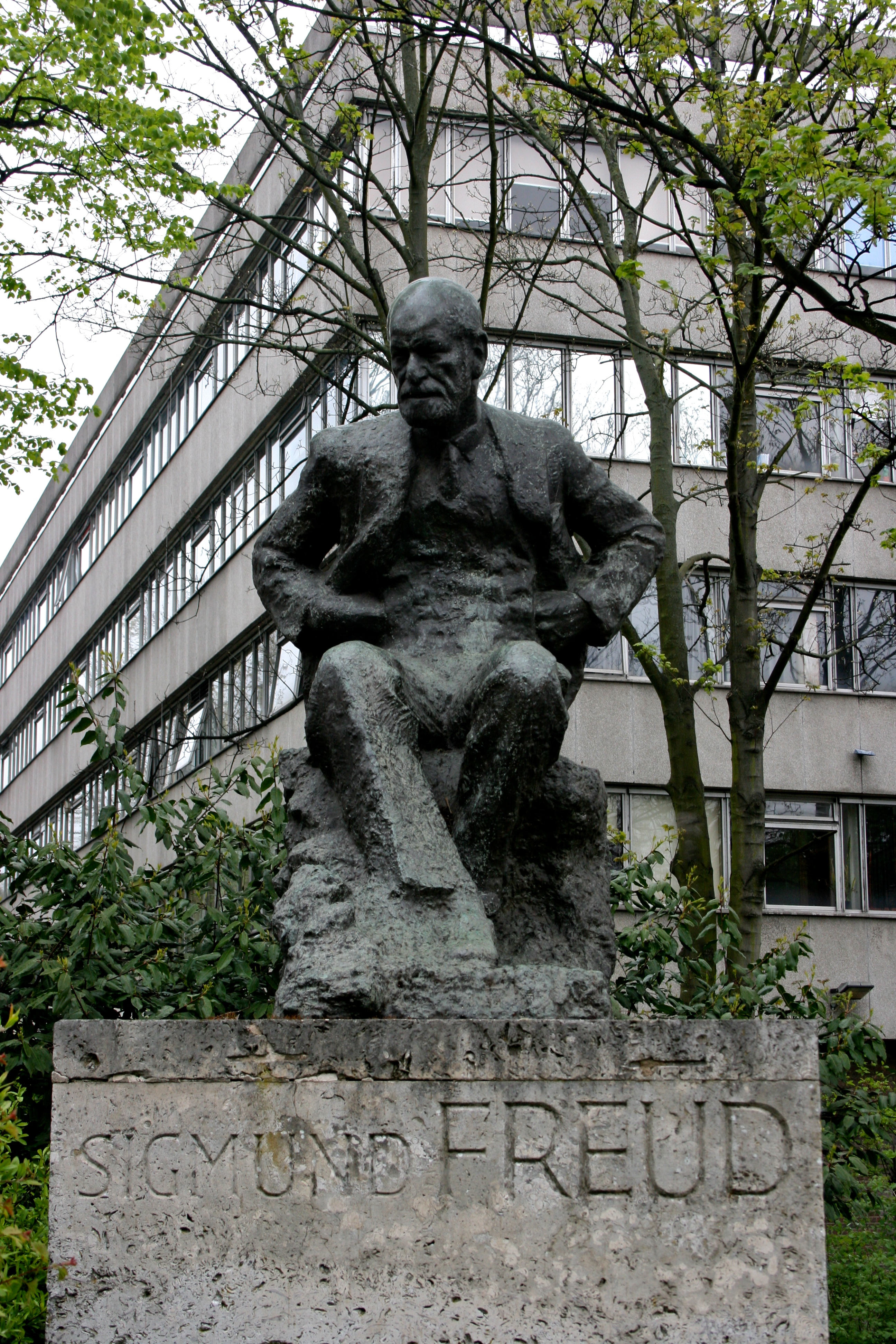
Памятник З. Фрейду перед зданием Тавистокской клиники на севере Лондона

Тавистокский институт человеческих отношений (англ. Tavistock Institute of Human Relations (TIHR), сокр. Tavistock Institute) — некоммерческая исследовательская организация Великобритании, занимающаяся психоаналитическим исследованием группового и организационного поведения. Институт зарегистрирован в Великобритании как благотворительная организация, офис которого расположен в Лондоне.

## История

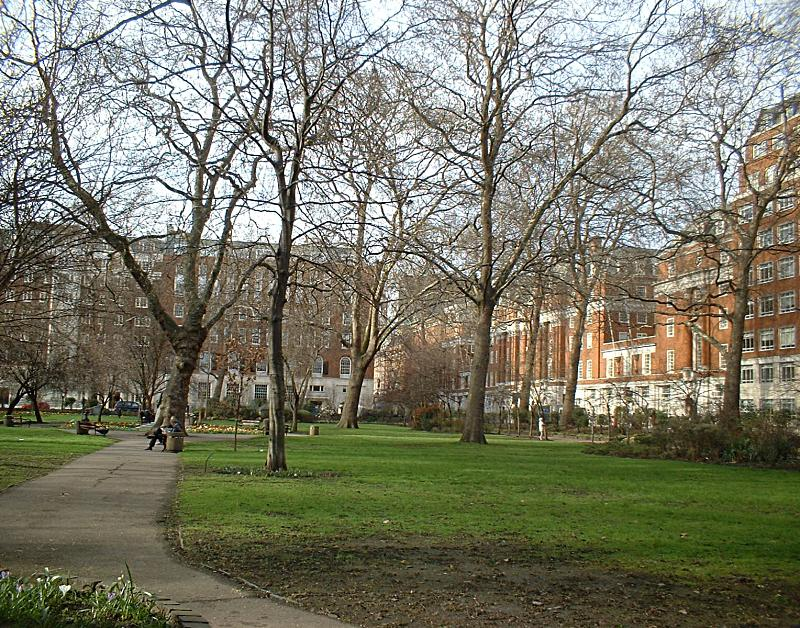
Тавистокская площадь (Тависток-сквер) в Лондоне, местоположение в 1920г. одноименной клиники

Институт был создан на базе Тавистокской клиники, основанной в 1920 г. на Тавистокской площади (Тависток-сквер) в микрорайоне Блумсбери района Камден в центре Лондона группой терапевтов, исследователей и консультантов в 1946 году при финансовой поддержке Фонда Рокфеллера и после переезда оттуда в более просторные помещения сохранил название Тавистокский. Среди основателей Института были Эллиот Джекс (Elliott Jaques), Генри Дикс (Henry Dicks), Леонард Браун (Leonard Browne), Рональд Харгривз (en:Ronald Hargreaves), Джон Ролингс-Рис (John Rawlings-Rees), Мэри Лафф (Mary Luff), Уилфред Р. Бион (Wilfred Bion). Другие известные имена, связанные с институтом: Джон Сазерленд (John D. Sutherland), Джон Боулби, Эрик Трист (Eric Trist), Фред Эмери (Fred Emery). Основатели стремились поставить на службу обществу психологические и социальные знания. В 1948 году, когда Тавистокская клиника стала частью Государственной службы здравоохранения Великобритании, институт выделился в самостоятельную организацию.
Основное внимание в институте, как и в клинике, обращалось не на индивидуальную, а на групповую терапию. В клинике впервые были сформированы балинтовские группы (см. Балинт, Майкл). Особенностью работы ученых было совмещение исследования с лечебной практикой исходя из тезиса о невозможности терапии без исследования, а исследования без терапии.
В 1947 году было создано издательство «Тависток пабликейшинс» (Tavistock Publications), выпускавшее совместно с исследовательской группой Курта Левина (Исследовательский центр групповой динамики Массачусетского технологического института (Research Centre for Group Dynamics)) журнал «Межличностные отношения» (Human Relations).